# Número de Identificación del Servicio Móvil Marítimo
El número de identificación del servicio móvil marítimo o MMSI (siglas del inglés Maritime Mobile Service Identity) es una serie de nueve dígitos que identifica inequívocamente a cada estación del servicio móvil digital (estaciones costeras y estaciones de barco). Forma parte del sistema SMSSM y se transmite en formato digital a través de una frecuencia de radio por los aparatos de llamada selectiva digital (LSD).
Para las estaciones de barco, las tres primeras cifras (Cifras de Identificación Marítima o MID, Maritime Identification Digits) definen el país al que pertenece, y las seis cifras restantes son específicas de cada estación de barco. Para las estaciones costeras, las dos primeras cifras son siempre 00, las tres siguientes el MID del país y las cuatro últimas las específicas de cada estación costera.

## Tipos
En la actualidad (2012) hay seis tipos de identidades del servicio móvil marítimo:
- Identificación de estación de barco,
- Identificación de grupo de estaciones de barco,
- Identificación de estación costera,
- Identificación de grupo de estaciones costeras.
- Aviones de búsqueda y rescate- SAR.
- Ayudas para la navegación y embarcaciones asociadas con un barco

## El primer dígito de un número MMSI
Los dígitos iniciales de un MMSI categorizan la identidad. El significado del primer dígito es:
- 0 Grupo de buques, estación costera, o grupo de estaciones costeras
- 1 Asignado para su uso por las aeronaves de búsqueda y rescate- SAR (Recomendación UIT-R M.585-4)
- 2-7 Identificadores utilizado por los buques, comenzando con un MID (ver más abajo)
  - 2 Europa  (ej Italia tiene el MID 247; Dinamarca tiene MIDs 219 y también 220)
  - 3 América del Norte y Central, y el Caribe
  - 4 Asia
  - 5 Oceanía
  - 6 África
  - 7 América del Sur
- 8 Equipos de mano de VHF marino con DSC y GNSS
- 9 Recientemente re-asignado a las ayudas de navegación y embarcaciones menores asociadas con un barco madre (Recomendación UIT-R M.585-4)
  - Radiobalizas EPIRB
  - Transponders
  - etc.

## Dígitos de identificación marítima (MID)
El MID se compone de 3 dígitos, empezando siempre con un dígito del 2 al 7 (asignado regional). Se puede asignar un segundo MID a un país una vez que el primer MID o los asignados posteriormente está más del 80% agotado y la tasa de asignaciones es tal que se prevé el 90% de agotamiento. Un listado de los MID asignados a cada país figura en la Tabla 1 del anexo 43 del Reglamento de Radiocomunicaciones de la Unión Internacional de Telecomunicaciones.

## Identificación

### Identificación de estación de barco
El código de 9-dígitos que constituye una identidad de la estación buque está formado como sigue:
MIDXXXXXX
MID representan las cifras de identificación marítima y X es un dígito del 0 a 9. Si el buque está equipado con una estación terrestre de buque Inmarsat B, C o M, o se espera que estará equipada en un futuro previsible, entonces la identidad debe tener tres ceros a la derecha:
MIDXXX000
Si el buque está equipado con  una estación terrestre de buque Inmarsat C, o se espera que estará equipada en un futuro previsible, entonces la identidad puede tener un final igual a cero:
MIDXXXXX0
Si el buque está equipado con una estación terrestre de buque Inmarsat A, o cuenta con el equipo de satélite distinto de Inmarsat, entonces la identidad no debe terminar en cero.
Nota: se entiende por una estación terrestre de buque como opuesto al espacio no al mar.

### Identificación de un grupo de buques
La identificación de la estación de llamada de un grupo de buques para llamar simultáneamente a más de un barco se forman de la siguiente manera:
0MIDXXXXX
donde la primera cifra es cero y X es un número de 0 a 9. El MID particular sólo representa al país que asigna la identidad del grupo de estaciones de llamada y por lo que no impide que las llamadas de grupo a flotas formadas por buques de más de una nacionalidad.

### Identificación de una estación costera
La identificación de una estación costera se forman como sigue:
00MIDXXXX
donde las dos primeras cifra son cero y X es un número de 0 a 9. El MID refleja el país en el que se encuentra la estación costera o la estación terrena costera.

### Identificación de un grupo de estaciones costeras
Grupo de la costa identidades de estación de llamada para llamadas de forma simultánea más de una estación costera se forman como un subconjunto de las identidades de estaciones costeras, de la siguiente manera:
00MIDXXXX
donde las dos primeras cifras son ceros y X es un número de 0 a 9.

### Resumen de las identificaciones
| tipo                         |     | MID   |             |
| ---------------------------- | --- | ----- | ----------- |
| Buque                        |     | 1 2 3 | 1 2 3 4 5 6 |
| Estación costera             | 0 0 | 1 2 3 | 1 2 3 4     |
| Grupo de buques              | 0   | 1 2 3 | 1 2 3 4 5   |
| Grupo de estaciones costeras | 0 0 | 1 2 3 | 1 2 3 4     |

## Asignación del identificador
Cada país tiene su forma y organismo encargado. En los EE. UU. es la Comisión Federal de Comunicaciones, en otros países es la autoridad radioeléctrica local.

## Agotamiento de los números MMSI
Debido a que todos los buques dedicados a viajes internacionales, así como todos los buques equipados con una estación terrestre Inmarsat B o M, se les asignan un MMSI con formato MIDXXX000, ha surgido un grave problema a nivel internacional en la asignación de un número MID suficiente a todas las administraciones que lo necesiten. Por ejemplo, un país que tiene 10.000 buques equipados con Inmarsat requiere 10 MID solo para dar cabida a los 10.000 buques. Si 50.000 navegantes decidieran instalarse los pequeños terminales de Inmarsat M, se necesitarían 50 MID adicionales.
El problema existe con buques equipados con Inmarsat porque la recomendaciones UIT-T requieren que las estaciones terrenas de buque Inmarsat se asignara la identidad (MESIN) TMIDXXXYY, donde T indica el tipo de estación de Inmarsat, YY indica la extensión de la estación de Inmarsat (por ejemplo, "00" podría indicar un teléfono en el puente, "01" podría indicar una máquina de fax en la sala de radio, etc), y MIDXXX indica el número de estación de barco, relacionada con la identidad de estación del buque asignada MIDXXX000.
El MMSI estaba destinado a ser una identidad de todo electrónico incluido en el barco, utilizado en una forma u otra por los instrumentos del SMSSM o las telecomunicaciones en el barco. Se han planteado la pregunta, sin embargo, si el MMSI en la práctica puede cumplir esa función por completo. UIT puede llegar a acabar con la práctica de relacionar las identidad MESIN de Inmarsat con la identidad del buque MMSI.
La Conferencia Mundial de Radiocomunicaciones, Ginebra, 1997 (CMR-97), aprobó la Resolución 344 sobre el agotamiento de los recursos de la identidad del servicio móvil marítimos. En vista de la mejora de redes telefónicas públicas conmutadas, y las nuevas capacidades del sistema Inmarsat, que no sea Inmarsat B o M, las restricciones anteriores ya no debería ser aplicable. Los nueve dígitos del MMSI se puede utilizar en estos casos, y ya no tienen que terminar en ceros a la derecha.